# 修正早期系統
修正早期系統（英語：Modified Initial System）是香港地鐵第一條重型鐵路路綫，啟用於1979年10月1日。修正早期系統分三階段通車，共有15個車站，連接位於東九龍的觀塘站及中西區的中環站，主要途徑觀塘、黃大仙及油尖旺等地區。至1982年4月26日，為配合地鐵荃灣支綫準備通車，修正早期系統正式拆分，觀塘至油麻地段成為觀塘綫，而旺角至中環段則併入荃灣綫，列車服務不再直通來往觀塘站及中環站，而旺角站、油麻地站以及該年啟用的太子站亦成為兩綫的轉綫站。

## 歷史及沿革
1971年11月，港府通過斥資66億5000萬港元興建地下鐵路計劃。招標時，由日本財團組成單一合約並中標。然而，由於發生第一次石油危機，日本財團對經濟前景感到悲觀，因而退出。港府從此將工程合約分拆為多份工程合約，以免工程進度受延誤。1975年11月3日，修正早期系統開工，系統包括觀塘綫（石硤尾至觀塘）及荃灣綫（旺角至中環）兩段。在隧道工程正式開始前，工程團隊曾在沿綫興建了4段試挖隧道（分別位於金鐘站東面、現時為香港藝術館的尖沙咀2號工地、樂富站東面及長沙灣站東面），以評估地質及興建方法。
工程歷時4年，修正早期系統北段於1979年9月30日舉行通車典禮儀式，由時任香港總督麥理浩主持。港督走進列車駕駛室開始按鈕儀式，隨後首班列車衝過綵帶；車站內表演舞龍舞獅；在石硤尾去程以至觀塘回程時亦有儀式。當日有500元車票專供乘搭首班列車，另外有10萬名市民買了10元紀念車票，可在任何車站乘搭列車。
同年10月1日早上六時，修正早期系統正式通車。當時只有石硤尾至觀塘一段投入服務，列車只有4卡，初期在路綫圖中是以紅色代表。其後修正早期系統繼續擴展，修正早期系統中段於1979年12月16日啟用，路綫伸延至尖沙咀（當日新啟用佐敦站及尖沙咀站）。惟油麻地站及旺角站因施工困難，分別順延至1979年12月22日及1979年12月31日啟用──當時油麻地站只啟用上層月台（1號及2號月台），而旺角站則只啟用上層今1號月台（往觀塘）及下層今4號月台（往尖沙咀）。
1980年2月12日修正早期系統南段啟用，代表英女王執行職務的雅麗珊郡主為地鐵修正早期系統全綫通車（中環至觀塘）揭幕，雅麗珊郡主更盛讚香港人：「有高度聰明智慧和毅力，只有港人得如斯成就」。地鐵列車首次穿越維多利亞港海底駛到香港島的中環商業中心區，成為首條服務香港島的重型鐵路。地鐵的服務伸延到香港島後，全段修正早期系統完工，較原定通車日期提前7星期，成為香港地鐵的重要里程碑。此外，為了應付服務延伸所增加的客量，列車編組於1980年2月16日起增至6卡一列。
1982年4月26日，修正早期系統分拆為兩種行車模式，分別為「觀塘至旺角至油麻地」（後來之觀塘綫）及「旺角至中環」（後來之荃灣綫），其中旺角站作為上述兩者之轉車站並新啟用2號及3號月台，以提早讓乘客熟習日後兩綫的轉車方式；同時油麻地站下層月台（包括3號及4號月台）啟用，作為「觀塘至旺角至油麻地」路段列車之終點。其後原修正早期系統中之「觀塘至旺角至油麻地」段改稱觀塘綫，以綠色作標記；「旺角至中環」段改稱荃灣綫，以紅色作標記。
1982年5月10日，荃灣綫荃灣至旺角段通車，連接修正早期系統的旺角至中環段。荃灣綫列車停靠荃灣站、大窩口站、葵興站、葵芳站、荔景站、荔灣站（過站不停）、荔枝角站（過站不停）、長沙灣站（過站不停）、深水埗站（過站不停）、太子站（只供轉車而不供出入閘）、旺角站（往荃灣列車沿用修正早期系統使用之1號月台，往中環啟用修正早期系統預留之2號月台），再沿修正早期系統的油麻地站、佐敦站、尖沙咀站、金鐘站後到達中環站。
1982年5月17日，荃灣綫荔灣站、荔枝角站、長沙灣站、深水埗站及太子站全正式啟用，標誌著修正早期系統運作模式正式結束。